# Медведев, Виктор Васильевич
Виктор Васильевич Медведев — советский хозяйственный, государственный и политический деятель, Герой Социалистического Труда.

## Биография
Родился в 1948 году в поселке Долиновское. Член КПСС.
С 1964 года — на хозяйственной, общественной и политической работе. В 1964—1997 гг. — ученик монтера связи, крепильщик на шахте 4-2-бис «Ирмино», в рядах Советской Армии, крепильщик, забойщик, бригадир комсомольско-молодёжной бригады забойщиков шахты имени XXII съезда КПСС производственного объединения «Стахановуголь» Министерства угольной промышленности Украинской ССР.
Указом Президиума Верховного Совета СССР от 18 сентября 1985 года присвоено звание Героя Социалистического Труда с вручением ордена Ленина и золотой медали «Серп и Молот».
Делегат XXVII съезда КПСС.
Умер в Долиновском в 1997 году.